# PICTURE-Methode
Die PICTURE-Methode ist eine Vorgehensweise und Beschreibungssprache zur Dokumentation und Modellierung von Geschäftsprozessen in der öffentlichen Verwaltung. Sie zeichnet sich durch eine Bildsprache aus und verwendet 24 Prozessbausteine zur abschließenden Beschreibung von Verwaltungsprozessen. Sie dient speziell dem Prozessmanagement im öffentlichen Sektor und kann dort alternativ zu den allgemeinen Modellierungssprachen  wie BPMN 2.0, UML und EPK zum Einsatz kommen.

## Überblick
Die PICTURE-Methode wurde 2005 am Institut für Wirtschaftsinformatik der Westfälischen Wilhelms-Universität Münster und am European Research Center for Information Systems (ERCIS) unter der Leitung von Jörg Becker von Lars Algermissen und  Thorsten Falk entwickelt. Sie entstand im Rahmen eines EU-geförderten Forschungsprojekts im 6. Forschungsrahmenprogramm.

PICTURE-Classic Prozessmodell

Die PICTURE-Methode dient der effizienten Erfassung und Auswertung von Geschäftsprozessen anhand von standardisierten, vorgefertigten Prozessbausteinen. Sie zeichnet sich durch ihre Anpassbarkeit, Wirtschaftlichkeit und Verständlichkeit im Verwaltungsumfeld aus. Als Einstieg zur Zielfestlegung und Auswahl von Prozessen empfiehlt die Methode die Verwendung einer Prozesslandkarte für die untersuchten Organisationsbereiche. Nach der Auswahl des Untersuchungsbereichs erfolgt der Aufbau eines Prozessregisters mit zielrelevanten Prozesseigenschaften (Attributen).
Die PICTURE-Methode wurde speziell für die Anwendung in der Fachebene der öffentlichen Verwaltung entwickelt und kommt im deutschsprachigen Raum in vielen öffentlichen Verwaltungen, Kirchenverwaltungen, Kammern, Verbänden, Hochschulen sowie im Gesundheits- und Versicherungsbereich alternativ zu den Standardnotationen der Geschäftsprozessmodellierung zum Einsatz.

## Prozessbausteine
Die Prozessbausteine sind das zentrale Element, durch das die Methode ihre besonderen Eigenschaften erhält. Für den Bereich der öffentlichen Verwaltungen wurden 24 verschiedene Bausteine identifiziert. Ein einzelner Prozessbaustein stellt eine in vielen Verwaltungsprozessen wiederkehrende Aufgabe und Tätigkeit dar (z. B. „Daten in EDV übernehmen“ oder „Dokument weiterleiten“). Die Bezeichnung der Bausteine entlehnt sich dabei der Begriffswelt der Verwaltungsdomäne. Charakteristisch für einen Prozessbaustein ist, dass er eine fachliche Aufgabe beschreibt („was wird getan“) und durch weitere Angaben – in Form von Attributen – die fachliche Durchführung und damit die Tätigkeit beschrieben wird („wie wird die Aufgabe durchgeführt“). Je nach Zielsetzung des jeweiligen Modellierungsprojektes können diese Attribute angepasst werden. Das Abstraktionsniveau der Bausteine ist so gewählt, dass sich durch deren Kombination grundsätzlich jeder Verwaltungsprozess auf einer fachlichen Ebene beschreiben lässt („Lego-Prinzip“). Weiterhin besitzen die Prozessbausteine durch ihren engen fachlichen Bezug, ihre Benennung und Beschreibung eine für Verwaltungsmitarbeiter verständliche Bedeutung. Die Prozessbausteine sind in fünf Kategorien (inhaltliche Verwaltungsarbeit, Verschriftlichung/Dokumentation, Medienwechsel, Informationsbeschaffung/Koordination und Informationsflüsse) unterteilt, die durch farbliche Markierungen (z. B. rot für Medienbrüche) die Bedeutung der enthaltenen Bausteine unterstreichen.

## Funktion der PICTURE-Methode

### Standardisierung der Prozessbeschreibung
Durch die Verwendung der Prozessbausteine und die Festlegung der Beschreibungsebenen „Produkt“, „Prozess“ und „Teilprozess“ wird die Prozessbeschreibung nicht nur formell, sondern auch inhaltlich standardisiert. Dies führt zu einer erhöhten Vergleichbarkeit und Analysierbarkeit der Prozessmodelle und somit zur Reduktion von Willkür.

### Mitarbeiterintegration
Die einheitliche und einfache Beschreibung der Verwaltungsprozesse durch die Bausteine ermöglicht es, dass Leitungsstellen und Mitarbeiter aktiv und ohne großen Schulungsaufwand in die Aufnahme und Dokumentation der Prozesse eingebunden werden können. Hierdurch wird die Integration der Mitarbeiter direkt unterstützt und die Akzeptanz gefördert. Weiterhin wird hierdurch das Prozesswissen dort aufgenommen, wo es vorliegt.

### Wirtschaftliche Modellerstellung und -analyse
Durch die im Vorfeld vorgenommene Festlegung der Prozessbausteine wird genau das in den Prozessmodellen abgebildet, was für die späteren Nutzungszwecke (Analyse auf Verbesserungspotenzial, Nutzung von Beschreibungselementen durch einheitliche Ansprechpartner) benötigt wird. Dies führt dazu, dass der Aufwand für die Erstellung der Prozessmodelle möglichst gering gehalten wird und nicht „aus dem Ruder läuft“.

### Transparente Prozesslandschaft
Durch die standardisierte Beschreibung und die arbeitsteilige Aufnahme der Prozesse durch die Mitarbeiterintegration können nicht nur vereinzelte Prozesse erfasst und dokumentiert werden, sondern nahezu die gesamte „Prozesslandschaft“. Hierdurch können Abhängigkeiten und Gleichförmigkeiten über die gesamte Verwaltung und die mit ihr verbundenen Akteure hinweg identifiziert sowie einheitlich und konsistent verbessert werden. Modernisierungsmaßnahmen greifen somit nicht nur lokal, sondern ämterübergreifend.

### Kontrollierte Flexibilität der Prozessbeschreibung
Je nach Projektziel oder Rahmenbedingungen einer Verwaltung kann die PICTURE-Methode angepasst werden. So kann z. B. frei gewählt werden, ob Arbeits- und Durchlaufzeiten bei der Analyse relevant sind oder doch eher qualitative Aspekte in den Vordergrund gerückt werden sollen.

### Handlungsanleitung zur Anwendung der Methode
Die PICTURE-Methode beinhaltet ebenfalls eine prozessorientierte Handlungsanleitung, die auf die öffentliche Verwaltung zugeschnitten ist. Diese kann zur konkreten Projektdefinition, zur Planung von Arbeitsschritten und zur Rollenverteilung herangezogen und angepasst werden. Die PICTURE-Prozessplattform unterstützt neben der PICTURE-Methode (PICTURE-Classic) auch die Prozessmodellierung mit BPMN 2.0 und das Föderale Informationsmanagement (FIM).